# Стрельба в Алабамском университете в Хантсвилле
Стрельба в Алабамском университете в Хантсвилле — трагическое событие, происшедшее 12 февраля 2010 года в 16.15 по местному времени (23.15 по московскому времени) в кампусе Алабамского университета, расположенном в городе Хантсвилл (штат Алабама, США).

## Событие
В тот день, около 16:15 по местному времени, профессор анатомии и нейробиологии местного университета, Эми Бишоп (24 апреля 1965 года рождения), открыла стрельбу из пистолета Ruger P95 на собрании преподавателей биологического факультета проходившего на третьем этаже корпуса, на котором присутствовало 13 человек. В результате стрельбы погибли трое человек и ещё трое были ранены. Бишоп попыталась покончить с собой, но у неё закончились патроны, после чего преступница выкинула оружие и попыталась скрыться, но была задержана на выходе из здания учебного заведения.

## Жертвы
Погибшие:
- Гопи К. Подила[англ.]
- Мария Рэгленд Дэвис[англ.]
- Эдриел Джонсон[англ.]

Три человека получили ранения различной тяжести и были доставлены в больницу. Все пострадавшие — преподаватели, из числа студентов никто не пострадал.

## Расследование
По подозрению в причастности к совершению преступления был допрошен муж Бишоп, Джеймс Андерсон, однако обвинение ему в дальнейшем не было предъявлено.
В качестве одной из возможных причин преступления называется то, что администрация университета отказалась продлевать с Бишоп контракт.
Позже стало известно, что Бишоп уже обвинялась в убийстве, когда в 1986 году застрелила из пистолета своего брата. Тогда случившееся было признано несчастным случаем (по утверждению Бишоп, выстрел произошёл случайно, когда она пыталась разобраться в устройстве пистолета), и Эми была освобождена от наказания, что «очень огорчило членов следственной бригады».
Также Бишоп и её муж в 1993 году допрашивались в связи с делом о рассылке «почтовых бомб», но обвинение им тогда предъявлено не было.

## Суд
14 февраля 2010 года власти предъявили Бишоп официальное обвинение в тройном убийстве.
В июне 2010 года, находясь в тюрьме, Бишоп предприняла неудачную попытку самоубийства.
Первоначально Бишоп и её адвокаты настаивали на невменяемости подсудимой, однако в дальнейшем согласились на сделку с правосудием и признание Бишоп своей вины в обмен на то, что обвинение не будет добиваться для неё смертной казни. Соответствующее заявление подсудимая подала 11 сентября 2012 года.
24 сентября 2012 года Эми Бишоп была признана виновной в умышленном убийстве трёх человек и нанесении тяжких телесных повреждений ещё трём людям и приговорена к пожизненному заключению без права на досрочное освобождение. 26 апреля 2013 года ходатайство Бишоп о смягчении приговора было отклонено.
Не исключено, что в будущем Бишоп будет предъявлено обвинение ещё в одном убийстве, поскольку возобновлено расследование по факту гибели её брата в 1986 г.